# Шелтон, Лутон
Лу́тон Ше́лтон (англ. Luton Shelton; 11 ноября 1985, Кингстон — 22 января 2021, Кингстон) — ямайский футболист, нападающий.

## Карьера

### Клубная
Начал свою карьеру в клубе «Харбор Вью» из Ямайки. В 2005 году был на просмотре в клубе «Бернли», но контракт не был подписан. В 2006 году Шелтон перебрался в Европу, подписав контракт со шведским «Хельсингборгом». За клуб Шелтон провёл 28 матчей и забил 17 голов, включая победные мячи в четвертьфинале и финале Кубка Швеции. По окончании сезона игрок подписал контракт с английским «Шеффилд Юнайтед». Сумма трансфера составила 1,85 миллиона £. От Шелтона ждали многого, однако он появился на поле только четыре раза, а клуб не избежал вылета из Премьер-лиги. Отыграв за клуб ещё половину сезона, игрок перешёл в норвежскую «Волеренгу» за 1 миллион £.
Во время своего пребывания в «Шеффилде» Шелтон зарекомендовал себя как один из самых быстрых футболистов мира, пробегая 40 метров за 4,47 секунды.
В 2010 году Шелтон вошёл в число лучших бомбардиров норвежской лиги, забив в 28 матчах 12 голов. В последних двух сезонах в турецком «Карабюкспоре» Лутон забивал по 5 мячей.
Летом 2013 года перешёл в нижегородскую «Волгу», в которой у Лутона не получилось достойно продолжить карьеру, и уже через два года Шелтон покинул команду из-за турнирных и финансовых трудностей клуба.
В феврале 2017 года вернулся в «Харбор Вью», в дебютном матче отметился забитым мячом, но из-за тяжелейшей травмы пропустил весь сезон.

### В сборной
В сборной Ямайки Шелтон дебютировал 24 ноября 2004 в матче против Сен-Мартена, забив в дебютном матче четыре мяча. Всего за сборную Ямайки провёл 73 матча, в которых забил 35 голов и стал лучшим бомбардиром в её истории. Лутон регулярно выступал за сборную всех возрастов. В первом матче за взрослую команду Шелтон забил 4 гола. В отборочном турнире к чемпионату мира 2010 года стал лучшим бомбардиром КОНКАКАФ.
Лутон — трёхкратный обладатель Карибского Кубка — трофея, разыгрывающегося между странами Карибского бассейна.

## Болезнь и смерть
В 2016 году Шелтону был поставлен диагноз боковой амиотрофический склероз. Лутон скончался в январе 2021 года. У футболиста остались жена и трое детей.